# Ernesto Epstein
Ernesto Epstein (Buenos Aires, 25 de octubre de 1910 - ibídem, 30 de enero de 1997) fue un pianista argentino, profesor de música, musicólogo y escritor.
A pesar de haber nacido en Argentina, a los tres años se radicó con su familia en Francia y poco después en Berlín, Alemania, donde creció. Allí estudió y se graduó como Doctor en Musicología en la Universidad Humboldt de Berlín.
Regresó a la Argentina en 1939 junto a su familia, escapando del antisemitismo y siendo perseguido por el nazismo, estableciéndose en Buenos Aires.
Desde 1941 ha impartido conferencias en el Colegio Libre de Estudios Superiores, desde 1954 fue miembro del Instituto de Arte Julio Payró, y desde 1966 ha sido profesor en la Universidad de Buenos Aires. 
En 1946 fundó el Collegium Musicum con Erwin Leuchter, Teodoro Fuchs, Guillermo Graetzer y Ljerko Spiller. 
Ejerció también la docencia en el Conservatorio Nacional de Música Carlos López Buchardo, el Conservatorio Municipal de Música Manuel de Falla y en la Facultad de Artes y Ciencias Musicales de la UCA. Fue profesor y director en el Instituto Superior de Arte del Teatro Colónn. También se desempeñó en la Facultad de Ciencias y Humanidades de la Universidad de la República (UDELAR) de Montevideo, entre 1966 y 1973. Fue nombrado Profesor Emérito de la Facultad de Bellas Artes de la Universidad de La Plata y Profesor Honorario por el Consejo Superior de la UBA, en 1985.
En 1989 recibió el Premio Konex de Platino y el Diploma al Mérito de la fundación cultural Fundación Konex. En 1995 publicó sus memorias (Memorias Musicales).
Falleció en Buenos Aires a los 86 años.